# İznik
İznik (na Antiguidade e Idade Média conhecida como Niceia; em grego clássico: Νίκαια) é uma cidade situada na região de Mármara, província de Bursa, Turquia. A sua área é de 753 km2, e a sua população estipulava 44,236 (2022).
A antiga cidade foi o local onde se realizaram o Primeiro e o Segundo concílios de Niceia, respectivamente em 325 d.C. e 787. A cidade foi igualmente a capital do Império de Niceia, o maior estado bizantino durante a vigência do Império Latino, o estado cruzado que se seguiu à ocupação de Constantinopla em 1204 durante a Quarta Cruzada. A cidade localiza-se numa bacia fértil no extremo leste do lago de İznik, cercada por montanhas no norte e no sul.

## Composition
Existem 46 bairros no distrito de Iznik:
- Aydınlar
- Bayındır
- Beyler
- Boyalıca
- Çakırca
- Çamdibi
- Çamoluk
- Çampınar
- Çandarlı
- Çiçekli
- Derbent
- Dereköy
- Dırazali
- Elbeyli
- Elmalı
- Eşrefzade
- Göllüce
- Gürmüzlü
- Hacıosman
- Hisardere
- Hocaköy
- İhsaniye
- İnikli
- Karatekin
- Kaynarca
- Kırıntı
- Kutluca
- Mahmudiye
- Mahmut Çelebi
- Mecidiye
- Müşküle
- Mustafa Kemal Paşa
- Mustafalı
- Ömerli
- Orhaniye
- Osmaniye
- Sansarak
- Sarıağıl
- Selçuk
- Şerefiye
- Süleymaniye
- Tacir
- Yeni
- Yenişerefiye
- Yeşilcami
- Yürükler